# Asemum tenuicorne
Asemum tenuicorne là một loài bọ cánh cứng trong họ Cerambycidae.